# Chibed (gmina)
Chibed – gmina w Rumunii, w okręgu Marusza. Obejmuje tylko jedną miejscowość Chibed. W 2011 roku liczyła 1762 mieszkańców.